# 葛飾区立こすげ小学校
葛飾区立こすげ小学校（かつしかくりつこすげしょうがっこう）は、東京都葛飾区小菅3丁目にある公立小学校。2001年（平成13年）3月、葛飾区立小菅（こすげ）小学校と葛飾区立小谷野（こやの）小学校が統合して同年4月に旧・小菅小学校の校地に開校した。
本項では、統合前の小菅小学校および小谷野小学校の沿革についても、併せて記載している。

## 沿革
旧・葛飾区立小菅小学校（葛飾区小菅3-8-1）
- 1951年（昭和26年）4月1日 - 開校。
- 1956年（昭和31年）7月 - 葛飾区立西小菅小学校開校により、一部児童が分離する。
- 1962年（昭和37年）11月 - 開校十周年記念式典挙行。
- 1967年（昭和42年）3月 - 第1期改築（鉄筋）校舎竣工。
- 1972年（昭和47年）10月 - 開校20周年記念式典挙行。
- 1982年（昭和57年）
  - 9月 - 校庭整備工事完成。
  - 10月 - 開校30周年記念式典挙行。
- 1991年（平成4年）10月 - 開校40周年記念式典挙行。
- 1995年（平成7年）10月 - 新体育館とプールが完成。
- 1997年（平成9年）3月 - コンピュータ設置工事。
- 2000年（平成12年）12月 - 開校50周年記念式典挙行。
- 2001年（平成13年）3月 - 葛飾区立小谷野小学校と統合のため閉校。

旧・葛飾区立小谷野小学校（葛飾区堀切4-60-1）
- 1951年（昭和26年）4月1日 - 開校。
- 2001年（平成13年）
  - 2月 - 開校50周年記念式典挙行。
  - 3月 - 葛飾区立小菅小学校と統合のため閉校。

葛飾区立こすげ小学校（葛飾区小菅3-8-1）
- 2001年（平成13年）
  - 4月 - 小菅小学校、小谷野小学校の統合新校として旧・小菅小学校の校地に開校。
  - 10月 - 校舎耐震補強工事と東側トイレ改修完了。
- 2010年（平成22年）11月 - 開校10周年記念式典挙行。
- 2014年（平成26年）9月 - 校庭改修完成。
- 2016年（平成28年）4月 - 給食の民間委託開始。
- 2019年（平成31年）3月 - 校舎外壁塗装工事と壁面塗装改修が完了。
- 2020年（令和2年）6月 - 開校20周年。

## 通学区域
出典
- 小菅2丁目（1番～37番）
- 小菅3丁目（1番～19番）
- 小菅4丁目（1番～22番）
- 堀切4丁目（1番～8番・11番～66番）
- 堀切5丁目（1番～7番）

## 進学先中学校
出典
- 葛飾区立綾瀬中学校

## アクセス
- 京成タウンバス「綾02」系統で、「小菅交番前」バス停下車後、
  - 綾瀬駅行のりばから、徒歩約270m・約4分。
  - タウンバス車庫行のりばから、約100m・約1～2分。
- 葛飾区地域内乗合タクシー「さくら」で、「野崎病院」停留所下車後、徒歩約300m・約5分。
- JR東日本常磐線（緩行線）・東京メトロ千代田線綾瀬駅より、
  - 駅西口から、徒歩約1km強・約16分。
  - 上述の京成タウンバス「綾02」系統に乗車し、「小菅交番前」バス停下車後、徒歩。

## 学校周辺
- 葛飾区立図書館こすげ地区図書館 - 同一敷地内。
- 葛飾区立小菅めぐみ公園 - 敷地が隣接。
- 小菅憩い交流館 - 葛飾区道をはさんで、敷地が隣接。
- 葛飾区立綾瀬中学校 - 葛飾区道をはさんで、敷地が隣接。また、主な進学先中学校でもある。
- 小菅東自治会館
- 都営小菅三丁目アパート1号棟 - 葛飾区道をはさんで、敷地が隣接。
- 葛飾区立小菅三丁目公園
- 葛飾区立小菅東保育園 - 進学前保育園のひとつ。
- 古隅田川
- 警視庁亀有警察署小菅交番
- 葛飾区立小菅東スポーツ公園
- 葛飾区立小菅西公園
- 東京都道308号千住小松川葛西沖線
- 東京都下水道局小菅水再生センター
- 首都高速道路中央環状線・三郷線小菅JCT
  - なお、近くには、小菅ランプがあるが、堀切JCT方面の入口のみで、当ランプから出る事はできない。
- レンゴー葛飾工場（紙器工場）
- 蓮昌寺
- 東京法務局城北出張所
- 小菅神社
- コモディイイダ小菅店
- 都営小菅三丁目アパート1号棟以外のマンション・アパートなども点在する。
- また、本校がある小菅地区は、葛飾区北西端に位置するため、足立区との区境線も近い。

## 出身者
- 三遊亭吉馬（落語家）[5]